# シンディ・ブラウン
シンディ・ブラウン（Cindy Brown、1965年3月16日 - ）は、アメリカ合衆国オレゴン州ポートランド出身の元女子バスケットボール選手である。

## 経歴
カリフォルニア州立大学ロングビーチ校ではNCAA15位となる2696得点など様々な記録を樹立。
卒業後、イタリアリーグを経て1988年、日本の東芝に入団。日本リーグ女子の外国人制度が廃止される1993年まで在籍し、日本リーグでの得点王及びリバウンド賞をそれぞれ2度獲得し、1シーズン目にはリーグとオールジャパンの2冠獲得の原動力となった。
1996年には、女子プロリーグであるABLのシアトル・レインにドラフト2巡目指名を受け入団。
1997年にWNBAがスタートすると、デトロイト・ショックに入団。1998年にはWNBA準優勝となりセカンドチームに選出される。
1999年シーズン途中、ユタ・スターズへトレードされる。しかし9試合出場にとどまり引退。

## ナショナルチーム
米国代表としてソウル五輪で金メダルを獲得している。